# طعم أسود... رائحة سوداء
طعم أسود... رائحة سوداء أولى روايات الكاتب والشاعر اليمني علي المقري. صدرت الرواية لأوّل مرة عام 2008 عن دار الساقي في لندن. ودخلت في القائمة النهائية «الطويلة» للجائزة العالمية للرواية العربية لعام 2009، المعروفة بجائزة «بوكر».

## حول الرواية
يلقي الكاتب اليمني علي المقري في روايته هذه الضوء على طبقة الأخدام في المجتمع اليمني، آخذا القارئ إلى قاع المدينة وحوافها الغارقة في الفقر والقذارة والقسوة والظلم. وترسم الرواية بريشة قاسية فداحة الوضع الاجتماعي لهذه المجموعة البشرية، واصلةً الحكاية الحية بالمادة التاريخية التي تشكل خلفية العالم السردي للرواية.